# Holocene Impact Working Group
Die Holocene Impact Working Group (HIWG) ist eine Vereinigung von Wissenschaftlern, die postulieren, dass es im Holozän häufiger zu großen Meteoreinschlägen auf der Erde gekommen ist als bisher angenommen. Die Gruppe wurde 2005 im Anschluss an eine vom Internationalen Wissenschaftsrat unterstützte Arbeitstagung über von Kometen und Asteroiden ausgehende Gefahren ins Leben gerufen. Die Hypothesen der Gruppe erregten einige Aufmerksamkeit in der Presse, wurden aber von anderen Wissenschaftler oft reserviert bis ablehnend aufgenommen.
Der Gruppe gehören an (Januar 2021):
- Dallas Abbott, research scientist, Lamont-Doherty Earth Observatory, New York, USA
- Mike Baillie, Dendrochronologe, School of Archaeology and Palaeoecology, Queen’s University Belfast, Vereinigtes Königreich
- Edward Bryant, Geomorphologe, University of Wollongong, Australien
- Richard Firestone, Chemiker, Lawrence Berkeley National Laboratory, Berkeley, USA
- Viacheslav Gusiakov, Novosibirsk Tsunami Laboratory, Russland
- Simon Haslett, Department of Geography, Bath Spa University, Vereinigtes Königreich
- Dieter Kelletat, Geograph, Universität Duisburg-Essen, Deutschland
- Bruce Masse, Archäologe, Los Alamos National Laboratory, New Mexico, USA
- Anja Scheffers, Geographin, Southern Cross University[4], Deutschland
- Vadim Simonenko, Physiker, Russian Federal Nuclear Center, Sneschinsk, Russland

Einige ehemalige Mitglieder:
- Dee Breger († 2016[5]), Drexel University, Philadelphia, USA
- Marie-Agnès Courty, Geologin, European Center for Prehistoric Research, Tautavel, Frankreich[6]

Eine der Herangehensweisen der HIWG ist es, Strukturen am Meeresboden zu suchen, bei denen es sich um Impaktkrater handeln könnte. Einschläge von Meteoriten in den Ozeanen können sehr große Tsunamis auslösen, die in der Lage sind, Ozeangesteine und Trümmer besonders weit ins Landesinnere der angrenzenden Küsten zu spülen. Anhand der Mächtigkeit und Ausrichtung dieser Tsunami-Ablagerungen versuchen sie, deren Ursprung und damit den Ort möglicher Einschläge aufzufinden. V-förmige dünenartige Erhebungen (chevrons) werden beispielsweise als solche geomorphologischen Indizien für Megatsunamis interpretiert, die durch Impakt-Ereignisse ausgelöst worden sein könnten (Hypothese kosmogener Tsunamis). Die Entstehung dieser Erhebungen durch Wind gilt jedoch als die in der Regel plausiblere Erklärung.
So fanden sich an einer derart ermittelten Position vor der Nordwestküste Australiens im Golf von Carpentaria gleich zwei benachbarte, kraterartige Strukturen, die von der HIWG Tabban (12 km Durchmesser) und Kanmare (18 km Durchmesser) genannt wurden und bei denen sich laut den beteiligten Wissenschaftlern auch anhand von mineralogischen Spuren (Impaktgläsern) die Möglichkeit ergibt, dass es sich um den Einschlagsort eines kleinen Doppelasteroiden handeln könnte. Dieser sei vor etwa 1500 Jahren eingeschlagen und hätte möglicherweise eine weltweite Abkühlung hervorgerufen. Mittlerweile gelten jedoch Vulkanausbrüche als wahrscheinliche Ursache (→ Klimaanomalie 536–550).
Dallas Abbott und Edward Bryant vertraten die Hypothese, dass es im 15. Jahrhundert einen Impakt im Meer vor Neuseeland gegeben habe, der eine Einschlagstruktur hinterließ, die sie „Mahuika“-Krater nannten. Als Indizien führten sie unter anderem Māori-Legenden und geologische Hinweise an. Der Tsunami-Forscher James Goff und Kollegen verwarfen diese Hypothese, es gebe keine schlüssigen Belege für die Impakt-Hypothese.
Richard Firestone kam unter anderem anhand von chevrons zu dem Schluss, dass der Kälteeinbruch der Jüngeren Dryas-Zeit durch einen Impakt verursacht worden war. Andere Geologen halten diese Interpretation nicht für haltbar. Die Hypothese, dass die Jüngere Dryas-Zeit Folge eines Impakts war, wird auch Ende der 2010er Jahre in der Fachwelt noch kontrovers diskutiert.
Weitere durch die HIWG anhand von Tsunami-Ablagerungen gefundene mutmaßliche unterseeische Kraterstrukturen sind: Grendel (Nordsee, 18 km Durchmesser), Quetzalcoatl (Karibik, 10 km Durchmesser), Burckle (Indischer Ozean, 29 km Durchmesser), Kangaroo (Indischer Ozean, 5 km Durchmesser), Joey (Indischer Ozean, 4 km Durchmesser) und Judge (Long Island Sound, 1 km Durchmesser). Kritiker wenden unter anderem anhand astronomischer Berechnungen ein, dass Einschläge, die solche Tsunamis auslösen können, zu selten auftreten, als dass sie die Zahl der von der HIWG vorgeschlagenen Krater erklären können.